# کاتاگیری کاتسوموتو
کاتاگیری کاتسوموتو (به ژاپنی: 片桐 且元 Katagiri Katsumoto) (۱۵۵۶ – ۲۴ جون، ۱۶۱۵) یک دایمیو در دوره آزوچی–مومویاما و اوایل دوره ادو بود.
او در جوانی به عنوان یکی از هفت نیزه‌دار شیزوگاتاکه در جریان نبرد شیزوگاتاکه در ماه مه ۱۵۸۳ شهرت یافت.
پس از مرگ تویوتومی هیده‌یوشی در سال ۱۵۹۸، کاتسوموتو به عنوان پیشکار خاندان تویوتومی منصوب شد. قلمرو او که تحت مدیریت «دایمیو غربی» بود و تویوتومی هیده‌یوری به یک دایمیو معمولی، نه یک فرمانروای ژاپن تنزل یافت.
با این حال، در سال ۱۶۱۴، یودو دونو، مادر تویوتومی هیده‌یوری جوان، به حاکم جدید توکوگاوا ایه‌یاسو مشکوک شد و در نهایت کاتسوموتو را از قلعه اوساکا تبعید کرد که مستقیماً منجر به محاصره اوساکا شد. ۱۶۱۴–۱۶۱۵) توسط ارتش ۲۰۰۰۰۰ نفری ایه‌یاسو در تابستان بعد، در سال ۱۶۱۵، خاندان تویوتومی نابود شد، یودو-دونو و هیده‌یوری در داخل قلعه در حال سوختن خودکشی کردند.